# Melite (cidade antiga)

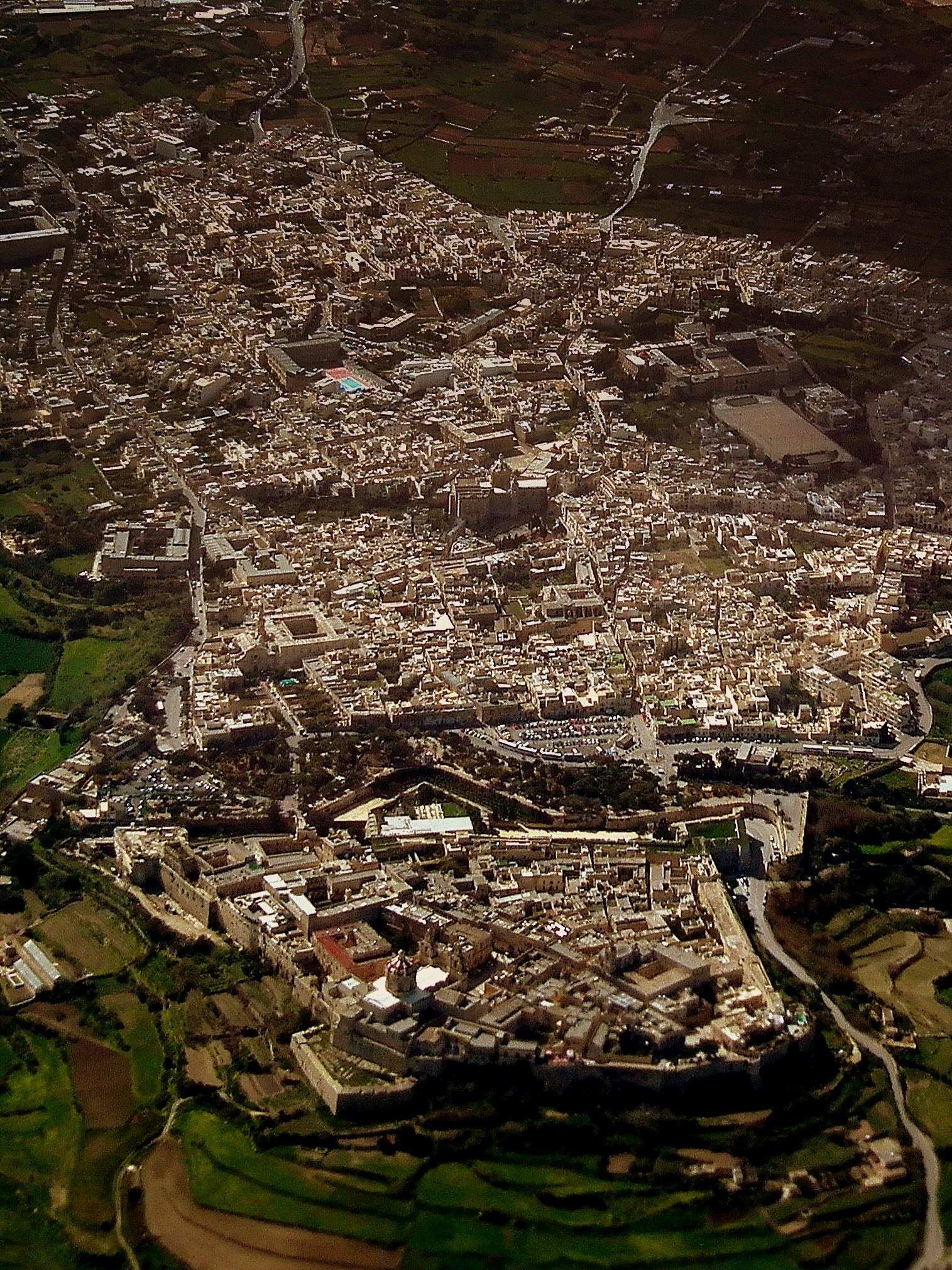
Melite estava localizada no local da moderna Mdina (abaixo) e Rabat (acima)

Melite (em grego clássico: Μελίτη, Melítē) ou Melita (latim) foi uma cidade antiga localizada no local das atuais Mdina e Rabat, em Malta. Começou como um assentamento da Idade do Bronze, que se desenvolveu em uma cidade chamada Ann (em fenício: ‎𐤀𐤍𐤍‎, ʾnn) sob os fenícios e se tornou o centro administrativo da ilha. A cidade caiu para a República Romana em 218 a.C. e permaneceu parte do Império Romano e mais tarde do Império Bizantino até 870 d.C., quando foi capturada e destruída pelos Aglábidas.
Apenas alguns vestígios da cidade púnico-romana sobreviveram. Os mais substanciais são as ruínas da Domus Romana, onde foram encontrados vários mosaicos e estátuas bem preservados. Restos esparsos de outros edifícios e partes das muralhas da cidade foram escavados, mas não há vestígios visíveis dos numerosos templos, igrejas e outros edifícios públicos da cidade.

## História

### Pré-História
Melite estava localizada em um planalto estrategicamente importante, em terreno elevado, na parte ocidental da ilha de Malta. O local era habitado desde a pré-história e, na Idade do Bronze, era um local de refúgio, pois era naturalmente defensável.

### Colônia fenícia
Os fenícios fundaram a cidade de Ann logo após colonizarem a ilha, que compartilhava seu nome, por volta do século VIII a.C. Vários túmulos púnicos foram encontrados em Rabat, na área que estaria fora das muralhas de Ann.

### Cidade romana

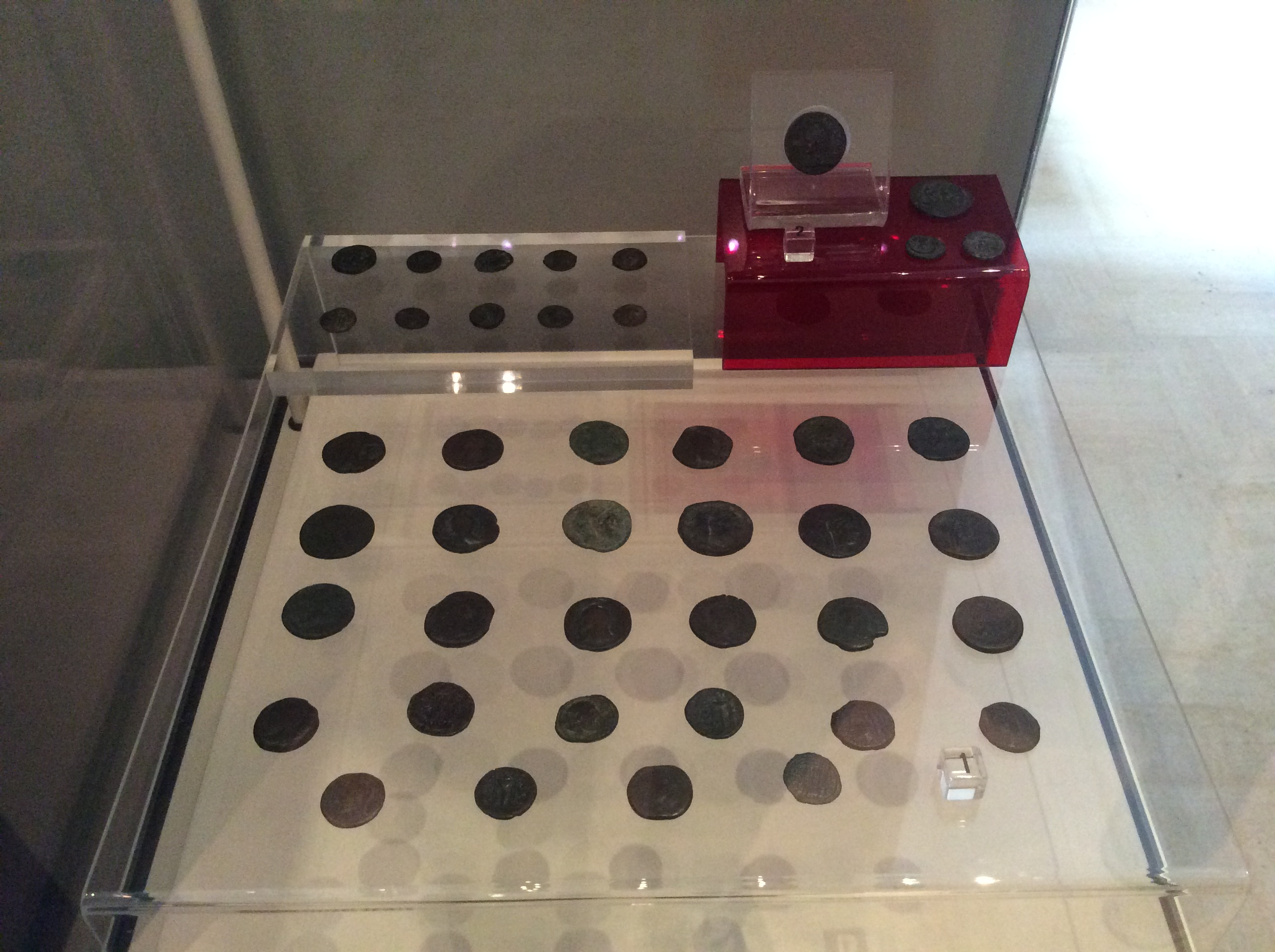
Moedas encontradas no local

O domínio romano em Malta foi estabelecido nos estágios iniciais da Segunda Guerra Púnica. Em 218 a.C., o cônsul romano Tibério Semprônio Longo navegou com sua frota da Sicília para Ann, e o comandante cartaginês Amílcar se rendeu sem oferecer muita resistência. Os nomes grego e romano da ilha foram retirados de seu principal porto em Maleth, atual Cospicua, no Grão-Porto. Com a ilha integrada à província romana da Sicília, seu centro administrativo também passou a ser conhecido como Melita. A cidade era considerada um refúgio, longe da política de Roma.
Durante o início da ocupação romana, Melita tinha o status de uma foederata civitas, assim como outras cidades da Sicília, como Messana (atual Messina) e Tauromenium (atual Taormina). Seus habitantes eram considerados socii e não como povos conquistados, portanto, mantinham suas leis e tinham o direito de cunhar suas próprias moedas. Embora a língua latina e a religião romana tenham sido introduzidas, a cultura e a língua púnica sobreviveram em Malta pelo menos até o século I d.C. Por fim, Melita recebeu o status de município, recebendo os mesmos direitos de outras cidades romanas.
De acordo com os Atos dos Apóstolos, o apóstolo Paulo naufragou em Malta em 60 d.C., foi recebido pelo governador Públio e curou milagrosamente o pai doente do governador antes de partir. A lenda cristã afirma que a população de Malta se converteu ao cristianismo, com Públio se tornando bispo de Malta e depois bispo de Atenas antes de ser martirizado em 112.

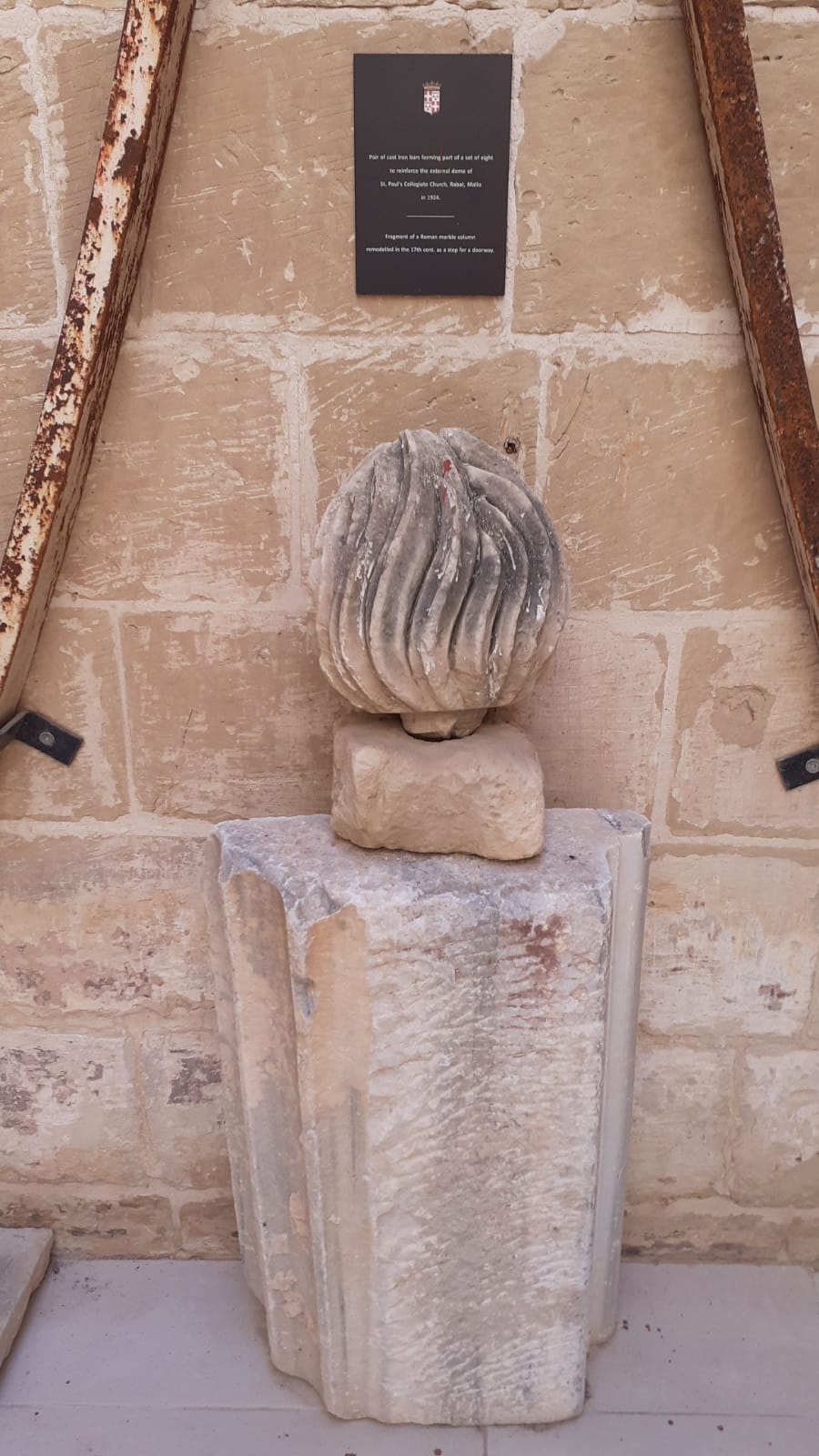
Remanescentes de um prédio romano, usado para a construção da igreja, agora no Museu de Wignacourt

Pouco se sabe sobre o traçado da cidade, visto que pouquíssimos vestígios sobreviveram. Era cercada por grossas muralhas e um fosso, com vários cemitérios localizados fora das muralhas. Segundo a tradição, a Catedral de Mdina foi construída no local da residência do governador, onde São Paulo curou o pai de Públio. Havia um teatro na cidade, e nas proximidades ficava o Templo de Apolo. O templo tinha um pórtico tetrastilo, e uma parede que formava parte de seu pórtico ainda existe sob a atual Rua Villegaignon.
Um Templo de Proserpina erguia-se na colina de Mtarfa, fora das muralhas de Melita. Deste templo, restam apenas um fragmento de uma coluna de mármore e partes de uma cornija púnica, mas sua existência é conhecida pela inscrição de Chrestion, descoberta em 1613, que registra que o templo foi reformado durante o reinado de Augusto. Uma estátua de São Nicolau agora está no local do templo.

### História posterior
As ilhas maltesas foram incorporadas à província bizantina da Sicília em 535. Melite permaneceu como o centro administrativo da ilha, mas pouco se sabe sobre o período bizantino na cidade. Eles podem ter construído uma trincheira que reduziu Melite ao tamanho da atual Mdina, um terço do tamanho da cidade púnico-romana. O recuo foi provavelmente construído por volta do século VIII para combater a crescente ameaça muçulmana, embora possa ter sido construído mais tarde, por volta do século XI, pelos árabes. Independentemente de quando o recuo foi construído, os novos muros provavelmente foram construídos com pedras retiradas de edifícios demolidos da cidade antiga.

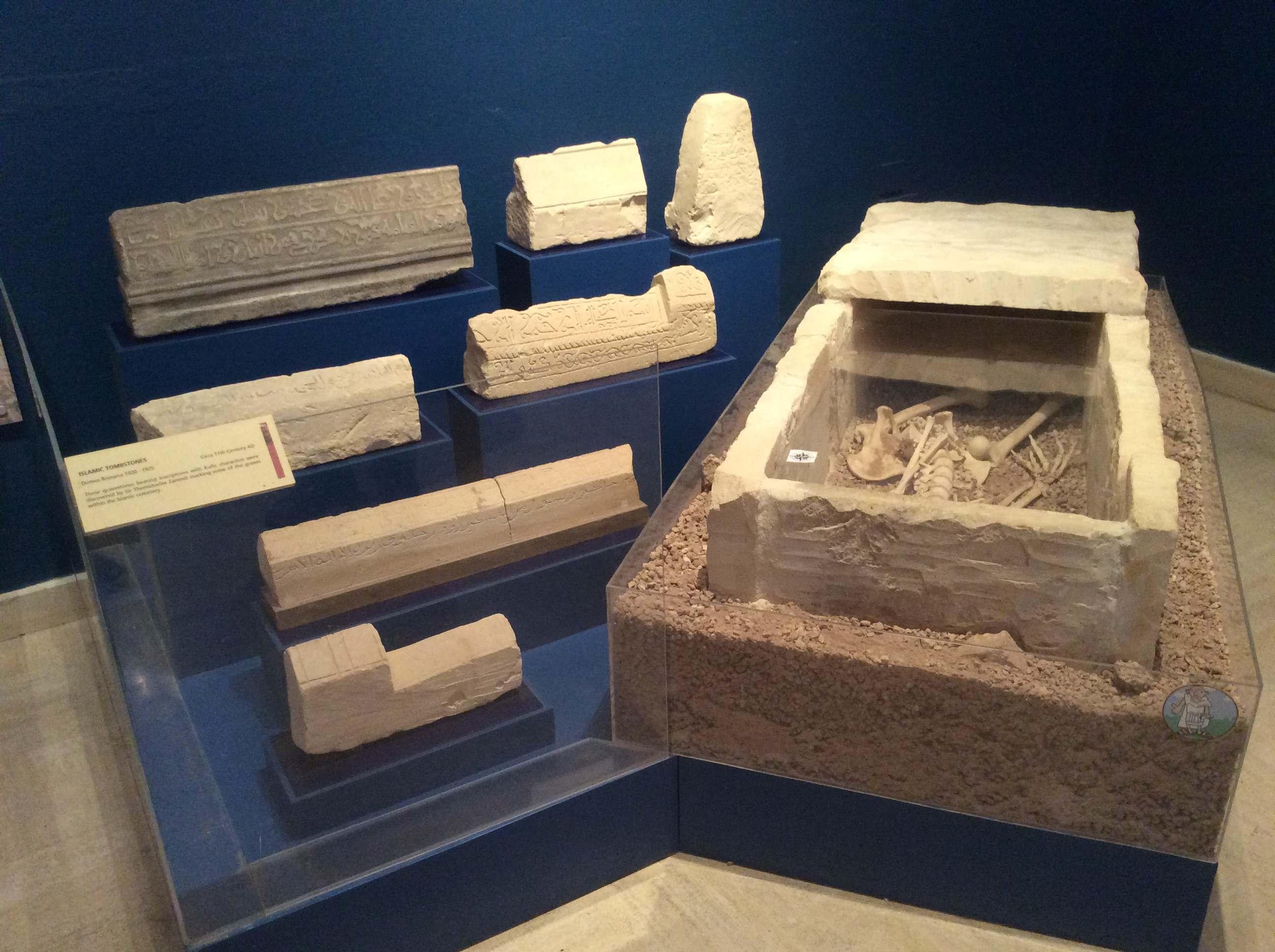
Sarcófagos e lápides de calcário de um cemitério muçulmano estabelecido no século XI sobre as ruínas da Domus Romana

Melite foi capturada e destruída pelos Aglábidas em 870. De acordo com Al-Himyarī, na época a cidade era governada pelo governador bizantino Amros (provavelmente Ambrósios). A duração do cerco é desconhecida, mas deve ter durado algumas semanas ou possivelmente alguns meses. A força aglabida era liderada pelo engenheiro Halaf al-Hādim, que perdeu a vida na luta. Um novo valí, Sawāda Ibn Muḥammad, foi então enviado da Sicília para continuar o cerco. Depois de algum tempo, Melite caiu diante dos invasores, e os habitantes foram massacrados, a cidade destruída e suas igrejas saqueadas. O mármore das igrejas de Melite foi usado para construir o castelo de Susa, na atual Tunísia.
De acordo com o relato de Al-Himyarī, a ilha permaneceu quase desabitada até ser reassentada por volta de 1048 ou 1049 por uma comunidade muçulmana e seus escravos, que construíram um assentamento chamado Medina no local de Melite, tornando-a "um lugar melhor do que era antes". Os bizantinos tentaram retomar a cidade por volta de 1053–1054, mas foram repelidos pelos defensores. No entanto, evidências arqueológicas sugerem que a cidade já era um próspero assentamento muçulmano no início do século 11, então o relato de Al-Himyarī pode não ser confiável neste aspecto.
A cidade de Medina, mais tarde chamada Mdina em maltês, permaneceu como capital de Malta durante todo o período medieval até 1530, quando a Ordem de São João estabeleceu sua sede em Birgu. A cidade passou a ser conhecida como Città Vecchia (Cidade Velha) ou Città Notabile (Cidade Nobre). Foi extensivamente reconstruída ao longo dos séculos, com o último grande projeto de construção ocorrendo na década de 1720, quando suas fortificações foram modernizadas e muitos edifícios públicos foram construídos.

## Restos

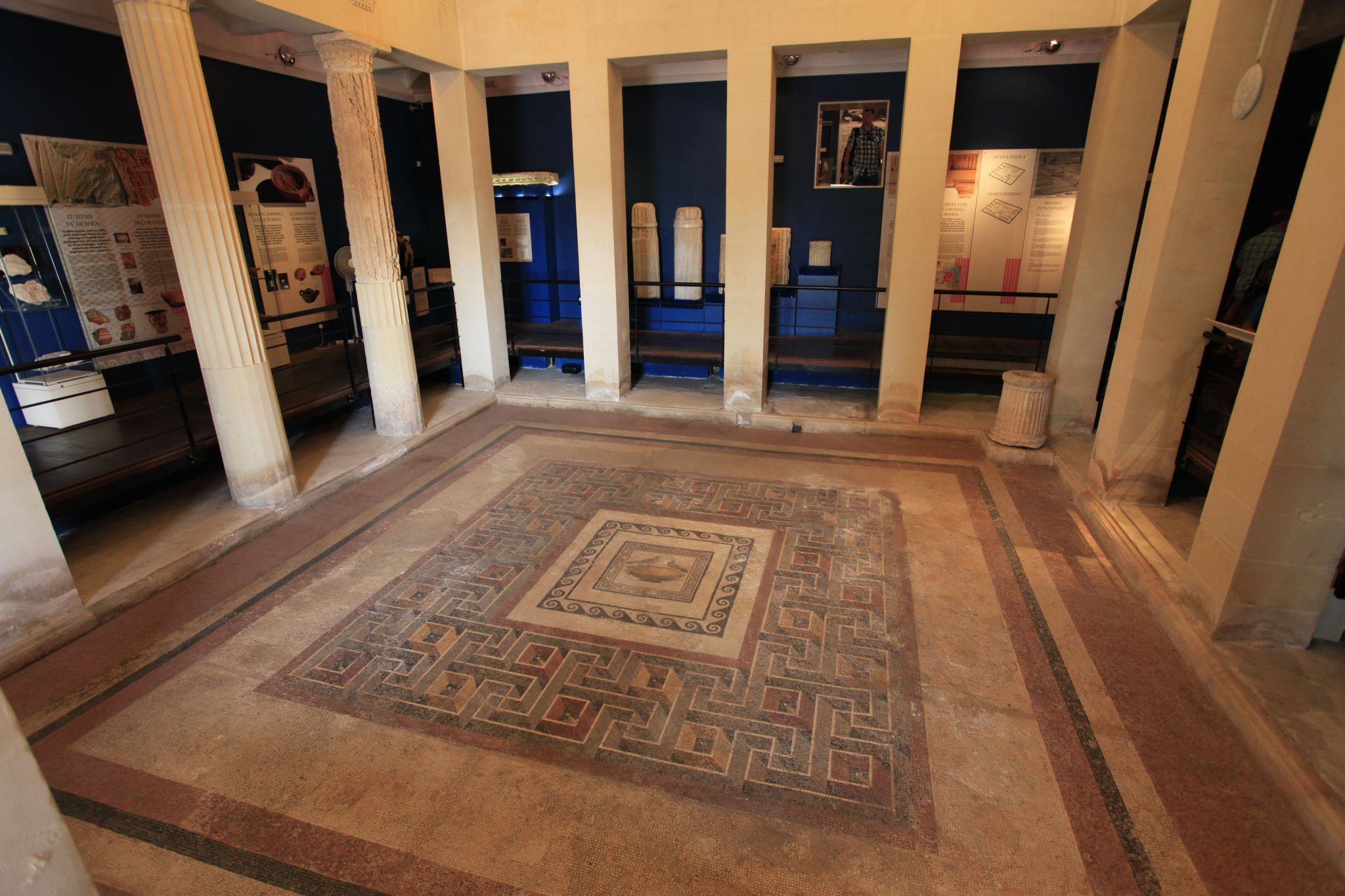
O mosaico do peristilo da Domus Romana

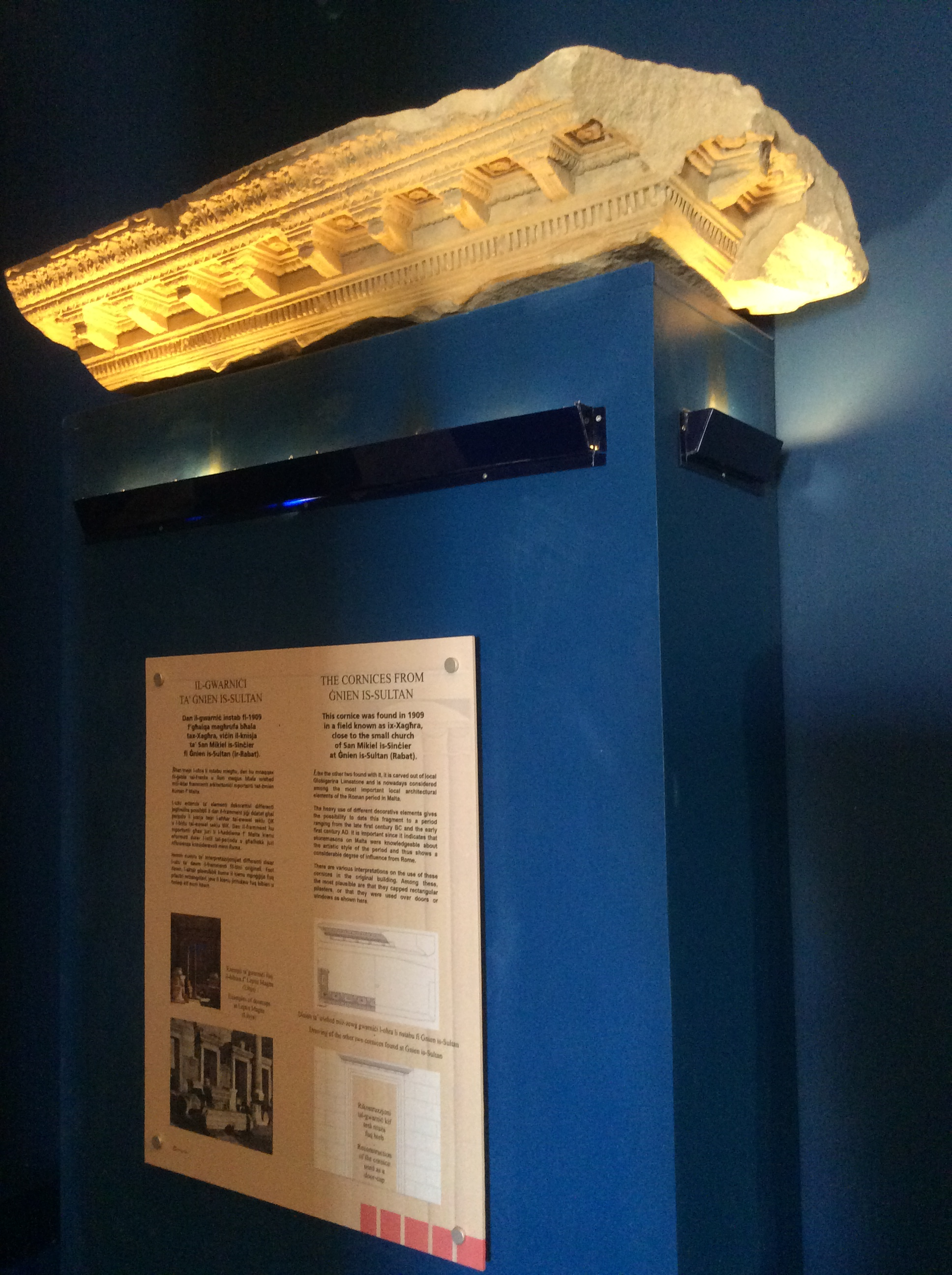
Cornija romana encontrada em Ġnien is-Sultan, em Rabat, considerada um dos vestígios romanos mais elaborados de Malta

Segundo Giovanni Francesco Abela, muitos fragmentos arquitetônicos de Melite ainda eram visíveis em Mdina em meados do século XVII. Do final do século XVII ao século XIX, algumas colunas de mármore e outros restos dos templos de Apolo e Proserpina, e outros edifícios de Melite, foram retirados e esculpidos em elementos decorativos para várias casas e igrejas, incluindo a Catedral de São Paulo em Mdina, a Gruta de São Paulo em Rabat e a Igreja Franciscana de Santa Maria de Jesus, a Igreja das Almas Sagradas, Aubergue de Itália e a Castellania em Valletta.
Muito poucos vestígios de Melite ainda existem hoje, e nenhuma ruína significativa dos templos, basílicas ou arcos triunfais da cidade sobreviveu. O remanescente mais substancial é a Domus Romana, uma casa geminada que remonta ao século I a.C. e que foi abandonada no século II d.C. Um cemitério islâmico foi estabelecido em suas ruínas no século XI, e o local foi descoberto acidentalmente em 1881. Escavações subsequentes revelaram as fundações da casa, incluindo mosaicos e estátuas bem preservadas. As ruínas do domus agora estão abertas ao público como um museu administrado pelo Heritage Malta.

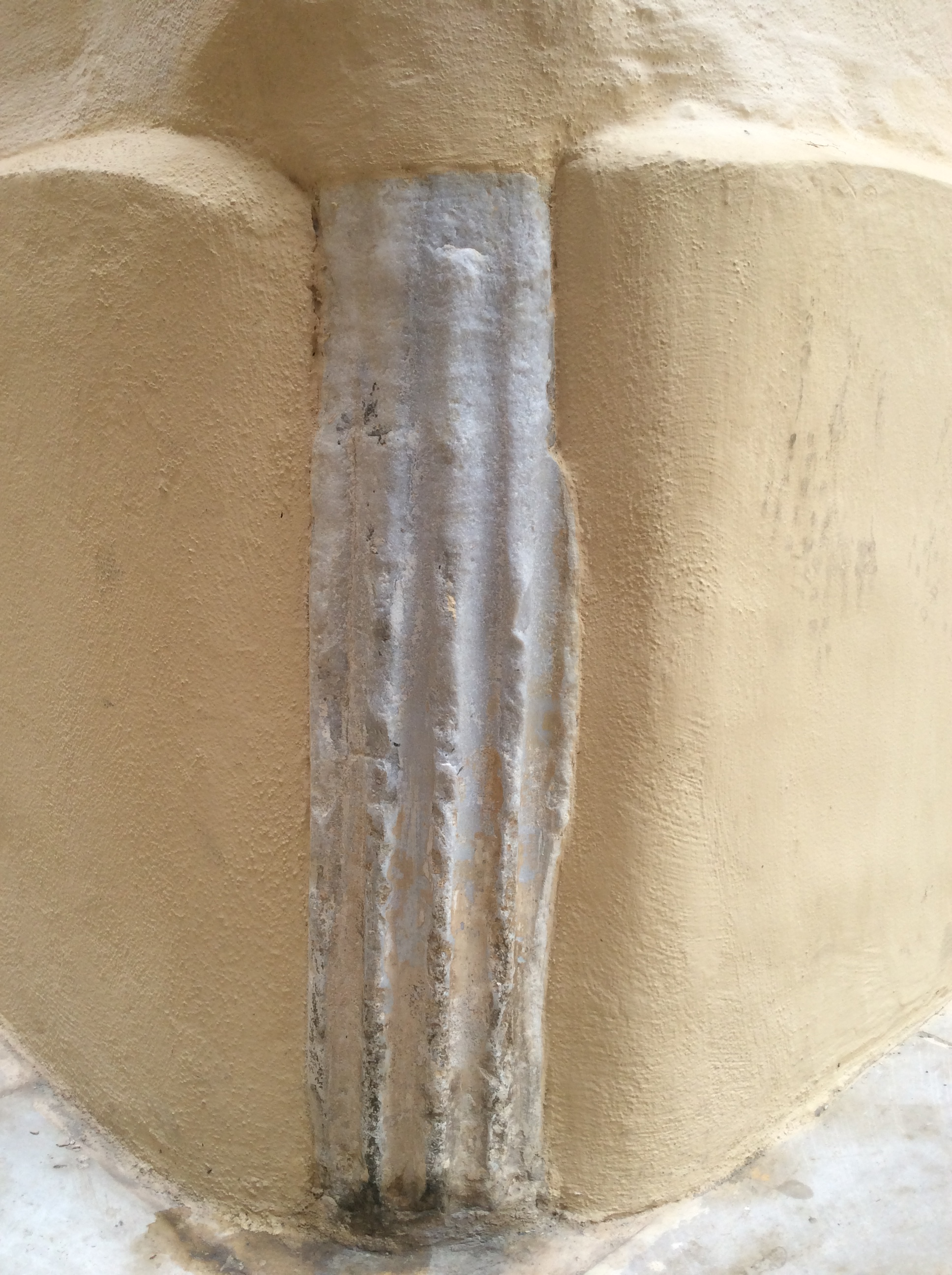
Reutilização de uma coluna romana, parte da fachada do Palazzo Falson

Os restos de um portão ou torre da cidade dentro das muralhas de Melite foram descobertos em Saqqajja, na atual Rabat, cerca de 5 m (16 pé) abaixo do nível atual da rua. Partes do fosso de 700 m (2 300 pé) da cidade sobreviveram sob a atual Rua Santa Rita e a Igreja de São Paulo. As fundações inferiores de algumas muralhas púnico-romanas, consistindo em blocos de cantaria rusticados de três fiadas de altura ainda in situ, foram descobertas em 2010 em escavações perto da Cortina de Revista, na parte ocidental de Mdina. Os únicos outros vestígios das antigas muralhas são blocos de alvenaria púnico-romanos reutilizados no período medieval. Entre eles, destacam-se um muro ao redor da Portão dos Gregos e algumas pedras descobertas em escavações na Rua Inguanez e no Palácio de Xara.

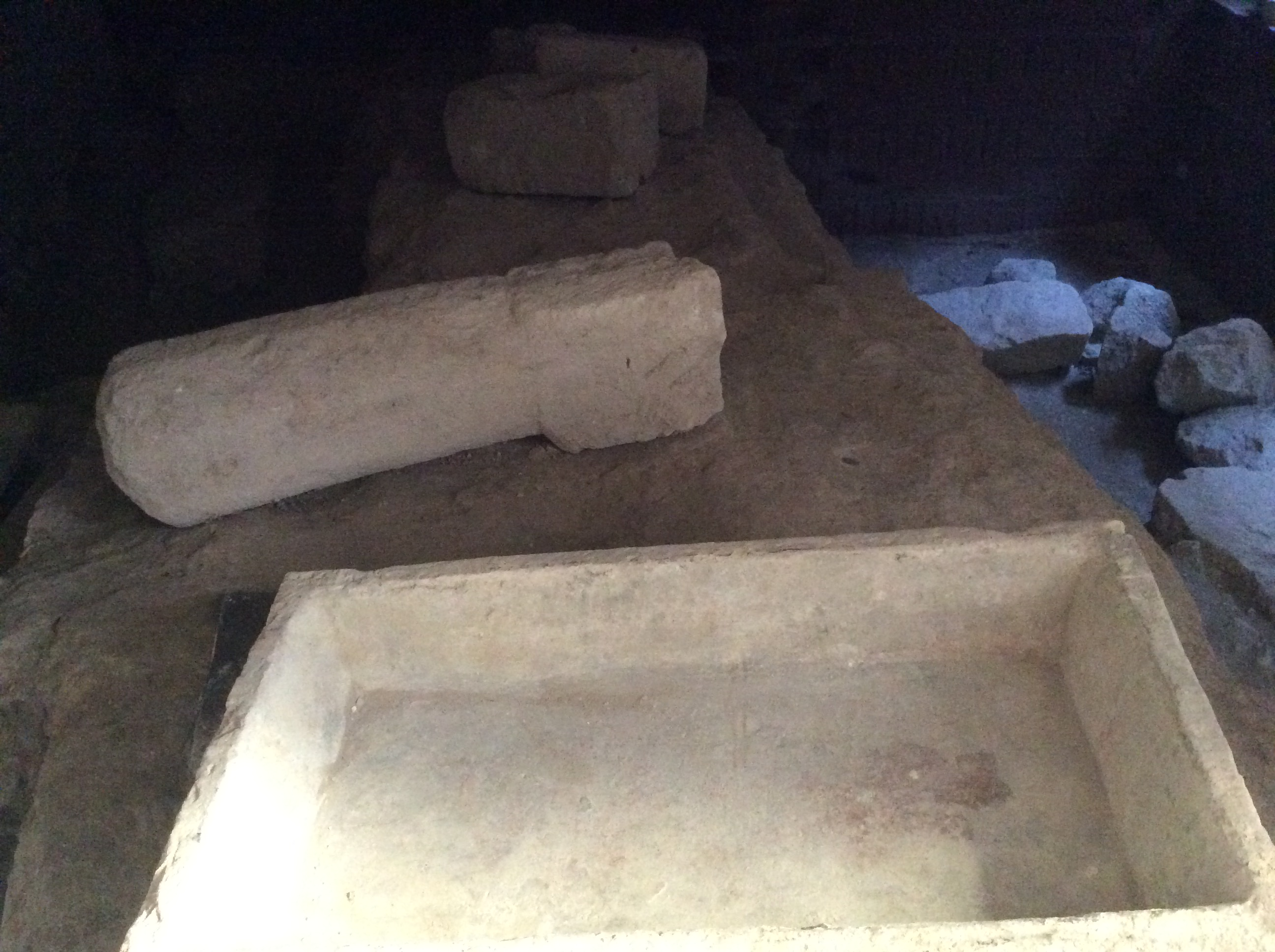
Restos romanos no Palazzo Castelletti em Rabat

Trechos de uma estrada romana, cisternas, canais e outros vestígios arqueológicos foram descobertos sob o Palazzo Castelletti em Rabat. Algumas inscrições, capitéis de colunas e outros vestígios arquitetônicos da antiga Melite também foram encontrados, e agora estão preservados no museu Domus Romana e no Museu da Catedral em Mdina, ou em coleções particulares. Partes do pódio do Templo de Apolo foram descobertas em 2002. Os restos de outras construções antigas, bem como cerâmica, moedas ou outros artefatos da Idade do Bronze ou do período Púnico-Romano, ainda são ocasionalmente descobertos em escavações ou durante projetos de construção em Mdina ou Rabat.
Uma pequena estátua da deusa egípcia Ísis e uma cornija elaborada também foram encontradas em Rabat.

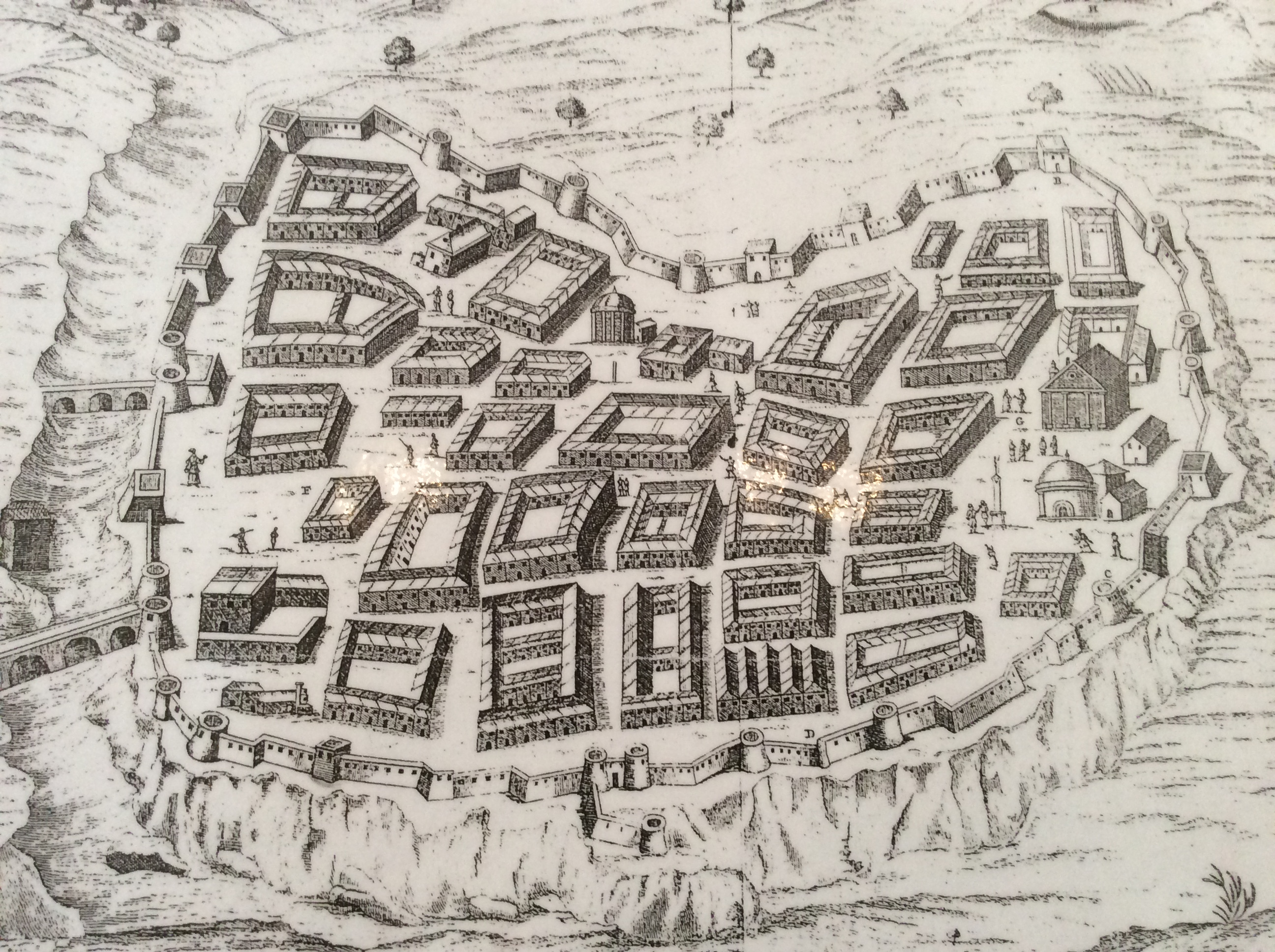
Um mapa altamente conjectural de Melite (1647)

Muitas catacumbas, além de diversos túmulos púnicos e romanos, são encontradas em Rabat. Originalmente, elas estavam localizadas fora das muralhas de Melite. As catacumbas do período também incluem aquelas de uma comunidade judaica.

## Legado
A cidade de Melite compartilhou seu nome com a ilha principal de Malta e, posteriormente, com todo o país.

### Citações
1. ↑  Wilson, R. (12 de julho de 2020). «Places: 462310 (Melita)». Pleiades. Consultado em 12 de julho de 2020
2. ↑  Milligan, Mark (28 de julho de 2023). «Archaeologists excavate Roman townhouse in ancient Melite». Heritage Daily. Consultado em 30 de junho de 2025
3. 1 2  Spiteri 2004–2007, pp. 3–4
4. ↑  Filigheddu (2006).
5. ↑  Culican (1992).
6. 1 2  Vella (2023).
7. ↑  Cassar (2000), pp. 53–54.
8. ↑  Said-Zammit (2006), p. 39.
9. 1 2  Sagona 2015, pp. 264–266
10. ↑  p. 12.
11. ↑  «Il-Muzew ta l-Antikitajiet Rumani (The Museum of Roman Antiquities)» (PDF) (em maltês). Consultado em 8 de fevereiro de 2024
12. ↑  Said-Zammit 2006, pp. 44–46
13. ↑  Atos :28:1-10
14. ↑  «Latin Saints of the Orthodox Patriarchate of Rome». Orthodox England. Cópia arquivada em 26 de março de 2016
15. ↑  «Orthodox Malta». Orthodox England. Cópia arquivada em 7 de março de 2016
16. ↑  Traill, Henry Duff (1891). «The Picturesque Mediterranean» (PDF). from University of California: Cassell. pp. 53–54
17. ↑  Gaul 2007, p. 172
18. 1 2  Testa, Michael (19 de março de 2002). «New find at Mdina most important so far in old capital». Times of Malta. Cópia arquivada em 13 de abril de 2016
19. ↑  Cardona 2008–2009, pp. 40–41
20. 1 2  Sagona 2015, p. 285
21. 1 2  Brincat 1995, pp. 15–17
22. ↑  Blouet 2007, p. 41
23. ↑  De Lucca 1979, pp. 21–25
24. ↑  MacGill 1839, p. 95
25. ↑  MacGill 1839, pp. 104–105
26. ↑  MacGill 1839, p. 63
27. ↑  Cardona 2008–2009, pp. 42–43
28. 1 2  Bonanno 1984, pp. 7–9
29. ↑  Depasquale & Cardona 2005, p. 3
30. ↑  «Domvs Romana». Heritage Malta. Cópia arquivada em 5 de janeiro de 2015
31. ↑  Sagona 2015, p. 273
32. ↑  «Remains of Punic Rampart Wall Discovered at Mdina». MilitaryArchitecture.com. 5 de maio de 2010. Arquivado do original em 30 de dezembro de 2014
33. ↑  Spiteri 2004–2007, p. 10
34. ↑  Vella, Fiona (23 de abril de 2014). «Noble stones». Times of Malta. Arquivado do original em 2 de fevereiro de 2017
35. ↑  Cardona 2008–2009, p. 47
36. ↑  Sagona 2015, p. 273
37. ↑  Vassallo, Bernard (29 de setembro de 2013). «21 catacombs and tombs outside Melita's walls». Times of Malta. Cópia arquivada em 12 de janeiro de 2014
38. ↑  Buhagiar, Mario (2011). «The Jewish catacombs of Roman Melite». The Antiquaries Journal. 91: 73–100. doi:10.1017/S0003581511000126